# The John Butler Trio
Pour les articles homonymes, voir JBT.
The John Butler Trio est un jam band australien dont le chanteur et guitariste est John Butler. Deux albums de leur création ont obtenu la mention platinum en Australie et ont gravi le top ten des charts en Australie durant ces dernières années : Three (2001) et Living 2001-2002 (2003). L'album Sunrise Over Sea (2004) a débuté directement à la tête des charts le 15 mars 2004, et accédant même au statut de disque d'or dès la première semaine de sa sortie. Leur succès est d'autant plus impressionnant que le groupe est autoproduit par son label, Jarrah Records, qu'il partage avec un autre groupe de folk australien, The Waifs.

## Histoire

### Three
En avril 2001, John Butler Trio sort Three, le deuxième album studio enregistré par le groupe et part à Melbourne pour en faire la promotion sur la côte est australienne. Three reste neuf mois dans les charts australiens et atteint la troisième place au plus fort de son succès, ce qui est exceptionnel pour un groupe indépendant. L'album reçoit une récompense par l'Australian Recording Industry Association dans la catégorie  « Meilleur disque indépendant » en 2001, et le premier single Betterman se place à la cinquième place au Triple J Hottest.
Après le succès de Three en Australie, l'album sort aux États-Unis en 2002 et deux tournées américaines suivent. John Butler Trio se lance donc dans une tournée en compagnie de Dave Matthews Band et John Mayer, et joue dans de nombreux festivals comme le Bonnaroo Music Festival, le South by Southwest ainsi que le festival australien Splendour in the Grass.
À la suite de cette tournée intensive, le groupe gagne une très bonne réputation pour leurs prestations scéniques. Le groupe sorte Living 2001-02 en février 2003, un double album live qui rentre directement dans le top ten australien et devient finalement un disque de platine.
Enfin, après cinq années de travail depuis 1997, John Butler fait une pause pour la naissance de sa fille Banjo.

### Sunrise Over Sea
Vers la fin 2003, John Butler entre au Woodstock Studio situé à Melbourne afin d'enregistrer son prochain album. Son nouveau groupe est composé du percussionniste Nicky Bomba et du bassiste Shannon Birchall. Après avoir enregistré Sunrise Over Sea, Nicky Bomba retourne à son propre groupe de reggae. Il est remplacé par Michael Barker. Barker prête ses talents de percussionniste sur différents morceaux de Sunrise Over Sea ainsi que sur le titre Betterman de l'album Three.
John Butler dit, dans une interview à l'édition australienne du magazine Rolling Stone sortie en avril 2004, qu'il veut une plus grande liberté pour poursuivre son œuvre : « Ce que j'ai retenu de tout ça c'est que, plus que tout, je suis le gardien de ma musique. J'ai l'intuition et la prévoyance de prendre les bons musiciens pour ma musique. J'ai appris que ce n'était pas d'avoir les mêmes musiciens pendant cinq, six ou dix ans qui comptait. C'est d'avoir une vraie alchimie pour cette chanson à cet instant précis. »
Le titre de l'album Sunrise Over Sea qui donne en français « Le lever du soleil au-dessus de la mer », est sûrement une référence à Byron Bay (là où vit John Butler) qui est la ville la plus à l'Est de l'Australie et donc la première ville à voir le lever du soleil. L'album entra en première position dans les charts australiens et termina disque d'or la première semaine de sa sortie.
L'EP Zebra, sorti en décembre 2003, se plaça à la septième place du Triple J Hottest et fut diffusé sur les radios FM à travers toute l'Australie.
John Butler Trio a reçu un Australasian Performing Rights Association Award en 2004 pour son titre Zebra dans la catégorie « Song of the Year ».

### Grand National
Le nouvel album studio, Grand National, sort le 24 mars 2007 en Australie et en Nouvelle-Zélande, et le 27 mars aux États-Unis et en France. Le single Funky Tonight est lancé sur les ondes en même temps que l'autre single Better Than. Dans la lignée de la sortie américaine de l'album, le trio australien planifie une tournée dans 5 villes américaines commençant à Los Angeles et se terminant à New York. 
John Butler Trio prévoit également une tournée européenne avec pas moins de 5 dates en France (mois d'avril) et notamment un passage au Printemps de Bourges et à la Fête de l'Humanité.

### April Uprising
John Butler Trio revient le 29 mars 2010 avec un nouvel album April Uprising (Le Soulèvement d'avril en français), suivi de la tournée One Way Road Tour. Un EP de 4 titres est par ailleurs sorti en Australie et est attendu très prochainement en France. John Butler a annoncé avoir essayé de combiner ses plus belles influences dans le titre One Way Road.

### Home
Home, le septième album studio sort le 28 septembre 2018. Ce nouvel opus comporte 12 titres. À son annonce, une tournée internationale éponyme Home tour vient couvrir sa sortie (du 15 juillet 2018 au 23 février 2019).
Le groupe se produit également  sur la grande scène des Eurockéennes de Belfort le 5 juillet 2019 ; la prestation est reconnue par le public.

## Membres du groupe
1998 : Il forme le groupe avec Jason McGann (batterie) et Gavin Shoesmith (basse).
2003 : Une nouvelle version est créée avec Michael Barker à la batterie et Shannon Birchall à la basse.
2009 : The John Butler Trio connaît un nouveau line-up avec Nicky Bomba à la batterie et Byron Luiters à la basse.
2013 : Nicky Bomba quitte le groupe. Il est remplacé par Grant Gerathy. 

### Membres actuels
- John Butler, chanteur et guitariste (11 cordes, banjo, lapsteel...) utilisant beaucoup l'open tuning en Do majeur.
- Byron Luiters, basse et contrebasse
- Grant Gerathy, batterie et chœur

### Anciens membres
- Nicky Bomba, batterie
- Michael Barker, batterie
- Shannon Birchall, basse et contrebasse

## Divers

### Actions et engagement
Depuis longtemps John Butler s'implique pour l'art, la paix et l'écologie. Il en fait énormément part dans ses textes et discours (Earthbound Child, Believe, Don't Understand, Fire in the Sky, etc.) Il investit beaucoup de son temps et de son argent pour aider notre planète par divers moyens.
Avec sa femme, Danielle, il a créé, en 2003, The JB Seed qui aide les nouveaux artistes australiens à se lancer.